# 阿姆利孔-比瑟格

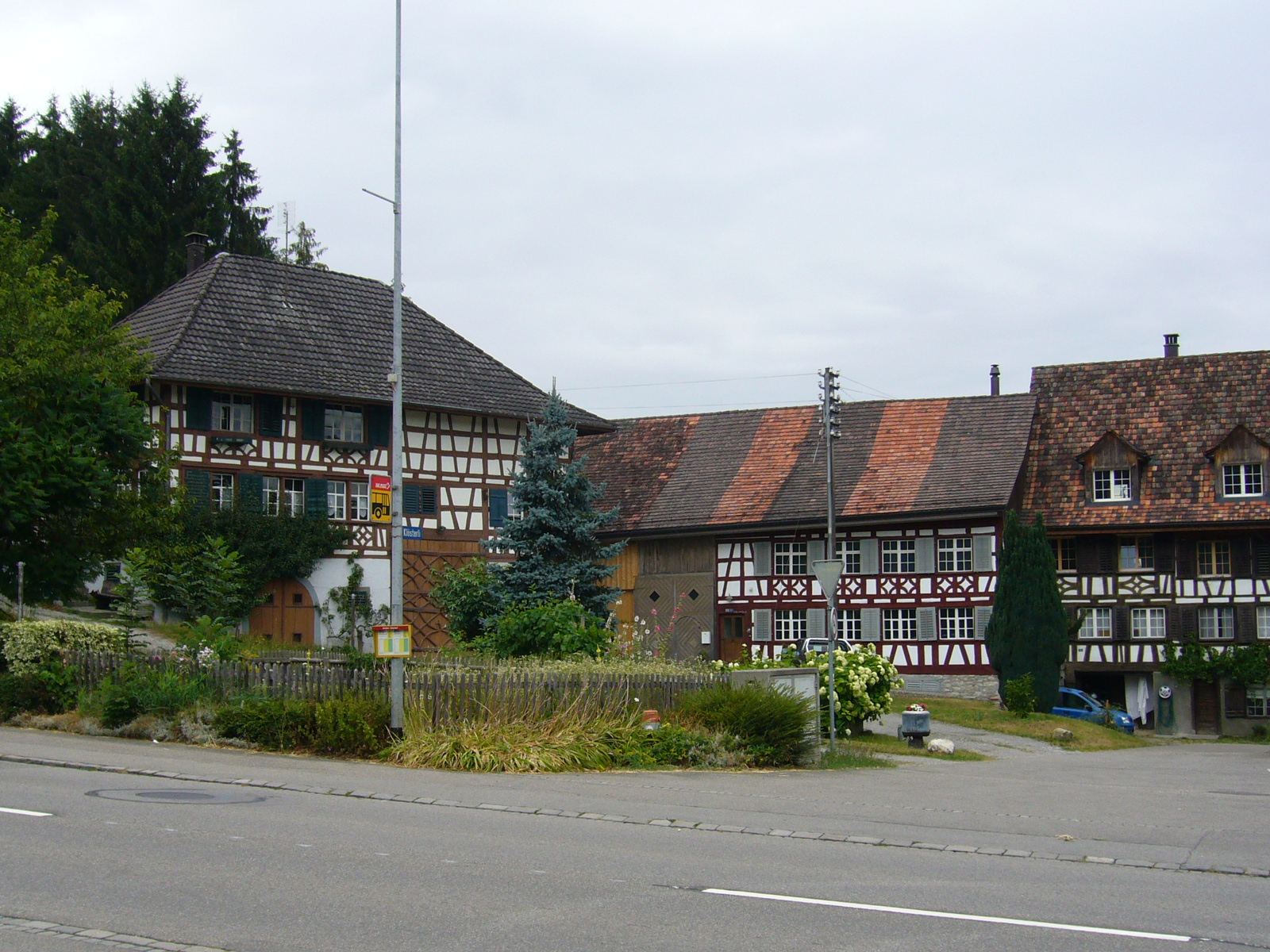

阿姆利孔-比瑟格是瑞士的城鎮，位於該國東北部，由圖爾高州負責管轄，面積14.43平方公里，海拔高度422米，2012年人口1,285，五成半人口信奉基督教，人口密度每平方公里89人。